# Почка (сериал)
«Почка» — российский сериал в жанре драмы-комедии. Главную роль сыграла Любовь Аксёнова. Премьера состоялась 1 января 2022 года на стриминговой платформе Kion.

## Сюжет
В жизни инспектора пожарного надзора МЧС России Натальи Кустовой всё хорошо — каждая инспекция заканчивается серьёзным кушем. Ради выгоды она не остановится ни перед чем: разденет даже родного брата и сестру. Кустова думает, что всё в жизни можно купить: солидных друзей, квартиру, одежду премиальных брендов и красивого бойфренда, но ошибается… На плановом медосмотре выясняется, что Наталье срочно нужна здоровая почка. У неё есть три месяца, чтобы найти донора. По иронии судьбы и по закону почку Наталье может отдать исключительно кровный родственник. Конечно, никто из них Наталье помогать не спешит. Девушке придется искать самые экстравагантные способы решить проблему.

## В ролях
- Любовь Аксёнова — Наташа Кустова, инспектор пожарной охраны
- Николай Фоменко — Леонид Сергеевич Кустов, отец Наташи
- Антон Филипенко — Антон, муж Наташи, пожарный
- Ирина Розанова — Любовь Валерьевна Чарская, начальница Наташи
- Алексей Розин — Борис Германович, завотделением трансплантологии
- Дмитрий Лысенков — Сергей Кустов, брат Наташи, священник
- Сергей Двойников — Виталик Кустов, брат Наташи
- Янина Лакоба — Елена Кустова, сестра Наташи, учительница
- Ирина Бякова ― Ирина Кустова, мать Наташи
- Григорий Чабан — Михаил, музыкант
- Юлия Яблонская — мать Михаила
- Виктор Логинов — протоиерей
- Степан Девонин — нефролог
- Антон Колесников — нарколог
- Валерия Федорович — Мария Кустова, жена Сергея
- Анастасия Имамова — Юлия Кустова, вторая жена Леонида
- Олег Чугунов — Павел Кустов, единокровный брат Наташи

## Съёмочная группа
- Шоураннер — Авдотья Смирнова[4]
- Режиссёр — Мария Шульгина
- Сценарий — Елизавета Тихонова, Мария Шульгина
- Продюсеры — Александр Плотников, Борис Хлебников, Игорь Мишин
- Оператор — Рожецкая, Анна
- Композитор — Георгий Стефанов
- Художники — Анна Лазарева, Екатерина Агеева
- Монтаж — Иван Жучков

## Список эпизодов
| Сезон | Сезон | Серии | Период трансляции        |
| ----- | ----- | ----- | ------------------------ |
|       | 1     | 10    | 1 — 5 января 2022        |
|       | 2     | 8     | 8 марта — 26 апреля 2023 |
|       | 3     | 8     | 1 — 21 марта 2025        |

## История
У одного из авторов сериала Елизаветы Тихоновой есть знакомая, живущая в Германии, которая рассказала историю своего мужа, которому была необходима трансплантация почки. Елизавета Тихонова и Мария Шульгина стали разрабатывать эту тему. Параллельно появилась идея героини, некоторые черты которой были списаны с Елизаветы Тихоновой, выросшей в многодетной семье. Сценаристы показали свою идею продюсеру Семёну Слепакову. Он сказал: «Идея замечательная, но на телевидение нельзя». Тогда на следующий день они показали эту историю Авдотье Смирновой, после чего им позвонил режиссёр Борис Хлебников, и начался процесс подготовки к съёмке. А Авдотья Смирнова стала креативным продюсером сериала и курировала весь процесс создания проекта.
В сентябре 2022 года генеральный директор Kion, продюсер сериала Игорь Мишин сообщил, что стартовали съемки второго сезона. Премьера сезона состоялась 8 марта 2023 на платформе Kion.
В марте 2023 года Мишин заявил, что ведется работа над третьим сезоном сериала. Премьера 3 сезона состоялась 1 марта 2025 года.

## Критика
Кинокритик Иван Афанасьев считает, что сериал «Почка» — это «мастерски собранные эмоциональные качели — честно говоря, непросто вспомнить ещё хоть один российский проект с таким диапазоном эмоций, от гнева до смеха над тем, над чем обычно не смеются».
«„Почка“ — не занудная притча о перевоспитании. Это дерзкая, жёсткая и реалистичная комедия о выживании любой ценой», — написала Мариам Григорян из издательства «Канобу».

## Факты
- Любовь Аксёнову утвердили без проб.
- Режиссёр проекта и соавтор сценария Мария Шульгина начинала карьеру как сценарист[1].[нет в источнике]